# All Out (2022)
All Out 2022 fue la cuarta edición del All Out, un evento de lucha libre profesional producido por la empresa estadounidense All Elite Wrestling, Tuvo lugar el 4 de septiembre de 2022 en el Now Arena en Hoffman Estates, Illinois. Fue el primer evento en presentar el Campeonato Mundial de Tríos de AEW.

## Producción
All Out es un pago por evento (PPV) que se celebra anualmente alrededor del Día del Trabajo por All Elite Wrestling (AEW). Es uno de los eventos PPV principales de AEW, que incluye Double or Nothing, Full Gear y Revolution, sus cuatro programas más importantes producidos trimestralmente.

## Antecedentes
En el episodio del 3 de junio de 2022 de Rampage, el Campeón Mundial de AEW, CM Punk, que había ganado el título solo unos días antes en Double or Nothing, anunció que estaba lesionado y requería cirugía. Inicialmente quería renunciar al título; sin embargo, el presidente de AEW, Tony Khan, decidió que se coronaría un campeón interino hasta el regreso de Punk, después de lo cual, Punk se enfrentaría al campeón interino para determinar el campeón indiscutible. Jon Moxley fue coronado como campeón interino en lugar de Punk en AEWxNJPW: Forbidden Door el 26 de junio. En el episodio especial de Dynamite, Quake by the Lake el 10 de agosto, Punk regresó y se enfrentó a Moxley, entrando en una disputa por el título. Luego se programó un combate para determinar el campeón mundial indiscutible de AEW en All Out. Sin embargo, debido a las acaloradas confrontaciones entre los dos, se anunció que la lucha se llevaría a cabo en el episodio del 24 de agosto de Dynamite, donde Moxley derrotó rápidamente a Punk, convirtiéndose en el campeón mundial indiscutible de AEW en el proceso. La semana siguiente en Dynamite, Moxley emitió un contrato abierto para un combate por el campeonato en All Out, en el que Punk firmó el contrato. La revancha por el campeonato se programó posteriormente para All Out.

## Resultados
- The Buy In: The Sexy Couple (Sammy Guevara & Tay Melo) derrotaron a Ortiz & Ruby Soho y retuvieron el Campeonato Mundial en Parejas Mixto de AAA (6:00).[5][6]
  - Melo cubrió a Soho después de un «Tay KnockOut».
  - Durante la lucha, Anna Jay interfirió a favor de Guevara & Melo y en contra de Ortiz & Soho.
  - Esta fue la última defensa de estos campeonatos antes de dejar los campeonatos vacantes en diciembre de 2022 a petición de Dorian Roldan, vicepresidente de Lucha Libre AAA Worldwide.
- The Buy In: Hook derrotó a Angelo Parker (con Matt Menard) y retuvo el Campeonato FTW (3:55).
  - Hook forzó a Parker a rendirse con un «Redrum».
  - Durante la lucha, Menard interfirió a favor de Parker.
  - Después de la lucha, Menard atacó a Hook, pero fue detenido por Action Bronson.
- The Buy In: PAC derrotó a Kip Sabian y retuvo el Campeonato Atlántico de AEW (12:25).
  - PAC cubrió a Sabian después de un «Black Arrow».
  - Después de la lucha, Orange Cassidy confrontó a PAC.
- The Buy In: Eddie Kingston derrotó a Tomohiro Ishii (13:25).
  - Kingston cubrió a Ishii después de un «Northern Lights Bomb».
- The Joker derrotó a Claudio Castagnoli, Wheeler Yuta, Penta El Zero M, Rey Fénix, Rush, Andrade El Ídolo y Dante Martin en un Casino Ladder Match y ganó una oportunidad por el Campeonato Mundial Indiscutido de AEW (14:15).
  - The Joker ganó la lucha después que Stokely Hathaway descolgara la ficha de casino y se la entregara.
- The Elite (Kenny Omega, Matt Jackson & Nick Jackson) (con Brandon Cutler & Michael Nakazawa) derrotaron a "Hangman" Adam Page & The Dark Order (Alex Reynolds & John Silver) y ganaron el inaugural Campeonato Mundial de Tríos de AEW (19:50).
  - Omega cubrió a Silver después de un «Buckshot Lariat» de Page.
  - Originalmente Preston Vance iba a participar de la lucha, pero fue reemplazado por Page después de ser atacado.
- Jade Cargill (con Kiera Hogan & Leila Grey) derrotó a Athena y retuvo el Campeonato TBS de AEW (4:20).
  - Cargill cubrió a Athena después de un «Jaded».
  - Durante la lucha, Hogan & Grey interfirieron a favor de Cargill.
- Wardlow & FTR (Cash Wheeler & Dax Harwood) derrotaron a Jay Lethal & The Motor City Machine Guns (Alex Shelley & Chris Sabin) (con Satnam Singh & Sonjay Dutt) (16:30).
  - Wardlow cubrió a Lethal después de cuatro «Powerbomb Symphony».
  - Durante la lucha, Singh & Dutt interfirieron a favor de Lethal y The Motor City Machine Guns; mientras que Samoa Joe interfirió a favor de Wardlow & FTR.
- Powerhouse Hobbs derrotó a Ricky Starks (5:05).
  - Hobbs cubrió a Starks después de un «Spinbuster».
- Swerve In Our Glory (Keith Lee & Swerve Strickland) derrotaron a The Acclaimed (Anthony Bowens & Max Caster) (con Billy) y retuvieron el Campeonato Mundial en Parejas de AEW (22:30).
  - Strickland cubrió a Bowens después de un «Swerve Stomp».
  - Durante la lucha, Billy interfirió a favor de The Acclaimed.
- Toni Storm derrotó a Dr. Britt Baker D.M.D (con Rebel), Jamie Hayter y Hikaru Shida y ganó el Campeonato Mundial Femenino Interino de AEW (14:20).
  - Storm cubrió a Hayter después de un «Storm One».
  - Originalmente Thunder Rosa iba a defender el campeonato ante Storm, pero fue retirada debido a una lesión.
- Christian Cage derrotó a Jungle Boy (0:20).
  - Cage cubrió a Jungle Boy después de un «Killswitch».
  - Antes de la lucha, Luchasaurus atacó a Jungle Boy.
- Chris Jericho derrotó a Bryan Danielson (23:40).
  - Jericho cubrió a Danielson después de un «Judas Effect».
- Dudes With Attitudes (Sting & Darby Allin) & Miro derrotaron a House of Black (Malakai Black, Brody King & Buddy Matthews) (con Julia Hart) (12:10).
  - Allin cubrió a Black después de un «Last Supper».
- CM Punk derrotó a Jon Moxley y ganó el Campeonato Mundial Indiscutido de AEW (19:55).
  - Punk cubrió a Moxley después de dos «GTS».
  - Después de la lucha, MJF confrontó a Punk, revelando ser el Joker de la Casino Ladder Match.

### Torneo del Campeonato Mundial de Tríos de AEW
|  | Cuartos de finales Dynamite 17 y 24 de agosto Rampage 19 y 26 de agosto | Cuartos de finales Dynamite 17 y 24 de agosto Rampage 19 y 26 de agosto | Cuartos de finales Dynamite 17 y 24 de agosto Rampage 19 y 26 de agosto |                                      |                                      | Semifinales Dynamite 31 de agosto Rampage 2 de septiembre | Semifinales Dynamite 31 de agosto Rampage 2 de septiembre | Semifinales Dynamite 31 de agosto Rampage 2 de septiembre |  |           | Final All Out 4 de septiembre | Final All Out 4 de septiembre | Final All Out 4 de septiembre |  |
|  |                                                                         |                                                                         |                                                                         |                                      |                                      |                                                           |                                                           |                                                           |  |           |                               |                               |                               |  |
|  |                                                                         |                                                                         |                                                                         |                                      |                                      |                                                           |                                                           |                                                           |  |           |                               |                               |                               |  |
|  | Death Triangle (PAC, Penta El Zero M & Rey Fénix)                       | Death Triangle (PAC, Penta El Zero M & Rey Fénix)                       | 24:51                                                                   |                                      |                                      |                                                           |                                                           |                                                           |  |           |                               |                               |                               |  |
|  | Death Triangle (PAC, Penta El Zero M & Rey Fénix)                       | Death Triangle (PAC, Penta El Zero M & Rey Fénix)                       | 24:51                                                                   |                                      |                                      |                                                           |                                                           |                                                           |  |           |                               |                               |                               |  |
|  | United Empire (Will Ospreay, Mark Davis & Kyle Fletcher)                | United Empire (Will Ospreay, Mark Davis & Kyle Fletcher)                | Pin                                                                     |                                      |                                      |                                                           |                                                           |                                                           |  |           |                               |                               |                               |  |
|  | United Empire (Will Ospreay, Mark Davis & Kyle Fletcher)                | United Empire (Will Ospreay, Mark Davis & Kyle Fletcher)                | Pin                                                                     |                                      | United Empire                        | United Empire                                             | 18:59                                                     |                                                           |  |           |                               |                               |                               |  |
|  |                                                                         |                                                                         |                                                                         |                                      | United Empire                        | United Empire                                             | 18:59                                                     |                                                           |  |           |                               |                               |                               |  |
|  |                                                                         |                                                                         | The Elite                                                               | The Elite                            | Pin                                  |                                                           |                                                           |                                                           |  |           |                               |                               |                               |  |
|  | La Facción Ingobernable (Andrade El Ídolo, Rush & Dragon Lee)           | La Facción Ingobernable (Andrade El Ídolo, Rush & Dragon Lee)           | The Elite                                                               | The Elite                            | Pin                                  | 20:50                                                     |                                                           |                                                           |  |           |                               |                               |                               |  |
|  | La Facción Ingobernable (Andrade El Ídolo, Rush & Dragon Lee)           | La Facción Ingobernable (Andrade El Ídolo, Rush & Dragon Lee)           |                                                                         |                                      |                                      |                                                           |                                                           |                                                           |  |           |                               |                               |                               |  |
|  | The Elite (Kenny Omega, Matt Jackson & Nick Jackson)                    | The Elite (Kenny Omega, Matt Jackson & Nick Jackson)                    | Pin                                                                     |                                      |                                      |                                                           |                                                           |                                                           |  |           |                               |                               |                               |  |
|  | The Elite (Kenny Omega, Matt Jackson & Nick Jackson)                    | The Elite (Kenny Omega, Matt Jackson & Nick Jackson)                    | Pin                                                                     |                                      |                                      |                                                           |                                                           |                                                           |  | The Elite | The Elite                     | Pin                           |                               |  |
|  |                                                                         |                                                                         |                                                                         |                                      |                                      |                                                           |                                                           |                                                           |  | The Elite | The Elite                     | Pin                           |                               |  |
|  |                                                                         |                                                                         | The Dark Order & "Hangman" Adam Page                                    | The Dark Order & "Hangman" Adam Page | 19:50                                |                                                           |                                                           |                                                           |  |           |                               |                               |                               |  |
|  | The House of Black (Malakai Black, Brody King & Buddy Matthews)         | The House of Black (Malakai Black, Brody King & Buddy Matthews)         | The Dark Order & "Hangman" Adam Page                                    | The Dark Order & "Hangman" Adam Page | 19:50                                | 9:03                                                      |                                                           |                                                           |  |           |                               |                               |                               |  |
|  | The House of Black (Malakai Black, Brody King & Buddy Matthews)         | The House of Black (Malakai Black, Brody King & Buddy Matthews)         |                                                                         |                                      |                                      |                                                           |                                                           |                                                           |  |           |                               |                               |                               |  |
|  | The Dark Order (Alex Reynolds, John Silver & Preston Vance "10")        | The Dark Order (Alex Reynolds, John Silver & Preston Vance "10")        | Pin                                                                     |                                      |                                      |                                                           |                                                           |                                                           |  |           |                               |                               |                               |  |
|  | The Dark Order (Alex Reynolds, John Silver & Preston Vance "10")        | The Dark Order (Alex Reynolds, John Silver & Preston Vance "10")        | Pin                                                                     |                                      | The Dark Order & "Hangman" Adam Page | The Dark Order & "Hangman" Adam Page                      | Pin                                                       |                                                           |  |           |                               |                               |                               |  |
|  |                                                                         |                                                                         |                                                                         |                                      | The Dark Order & "Hangman" Adam Page | The Dark Order & "Hangman" Adam Page                      | Pin                                                       |                                                           |  |           |                               |                               |                               |  |
|  |                                                                         |                                                                         | Best Friends                                                            | Best Friends                         | 11:10                                |                                                           |                                                           |                                                           |  |           |                               |                               |                               |  |
|  | TrustBusters (Ari Daivari, Parker Boudreaux & Slim J)                   | TrustBusters (Ari Daivari, Parker Boudreaux & Slim J)                   | Best Friends                                                            | Best Friends                         | 11:10                                | 10:32                                                     |                                                           |                                                           |  |           |                               |                               |                               |  |
|  | TrustBusters (Ari Daivari, Parker Boudreaux & Slim J)                   | TrustBusters (Ari Daivari, Parker Boudreaux & Slim J)                   |                                                                         |                                      |                                      |                                                           |                                                           |                                                           |  |           |                               |                               |                               |  |
|  | Best Friends (Orange Cassidy, Chuck Taylor & Trent Beretta)             | Best Friends (Orange Cassidy, Chuck Taylor & Trent Beretta)             | Pin                                                                     |                                      |                                      |                                                           |                                                           |                                                           |  |           |                               |                               |                               |  |
|  | Best Friends (Orange Cassidy, Chuck Taylor & Trent Beretta)             | Best Friends (Orange Cassidy, Chuck Taylor & Trent Beretta)             | Pin                                                                     |                                      |                                      |                                                           |                                                           |                                                           |  |           |                               |                               |                               |  |
|  |                                                                         |                                                                         |                                                                         |                                      |                                      |                                                           |                                                           |                                                           |  |           |                               |                               |                               |  |

## Secuelas

### Scrum de medios posterior al evento
En el scrum de medios posterior al evento, CM Punk abordó los problemas entre bastidores con sus colegas en AEW. Punk describió primero a Colt Cabana, discutió sus demandas entre ellos y dijo que «no ha sido amigo de este tipo desde al menos 2014, finales de 2013». Punk también criticó a las «personas irresponsables que se hacen llamar EVP» (siglas en inglés para vicepresidente ejecutivo; los EVP de AEW son Kenny Omega y The Young Bucks), que «no pueden manejar un maldito Target y difunden mentiras y tonterías y ponen en los medios que hice despedir a alguien [Colt Cabana] cuando tengo jodidamente nada que ver con él». Punk indicó más tarde que estaba tratando de «vender boletos, llenar arenas» mientras que los EVP actuaban como «estúpidos [que] piensan que están en Reseda», en referencia al barrio de Reseda en Los Ángeles donde se basaba Pro Wrestling Guerrilla.
A continuación, Punk criticó a "Hangman" Adam Page como «un jodido tonto cabeza hueca» que «se metió en el negocio por sí mismo», y luego aludió a Page como «alguien que no ha hecho nada en este negocio [y que ha] puesto en peligro la primera casa de un millón de dólares que esta empresa ha vendido de mis espaldas». Punk dijo más tarde con respecto a Page: «Nuestro vestuario, a pesar de toda la sabiduría y brillantez que tiene, no vale una mierda cuando tienes a un idiota cabeza hueca, que nunca ha hecho nada en el negocio, hace entrevistas públicas y dice: 'Yo realmente no tomo consejos'». Punk pasó a describir a MJF como un «individuo sumamente talentoso», pero también dijo que a MJF «le gusta cagar donde come en lugar de regar el césped».
Múltiples publicaciones como Fightful, Wrestling Observer Newsletter, PWInsider informaron que después de los comentarios de Punk, se produjo una pelea entre bastidores entre Punk, el entrenador/productor de AEW Ace Steel (entrenador y amigo desde hace mucho tiempo de Punk), Kenny Omega y The Young Bucks.